# Carol Barton
Pour les articles homonymes, voir Barton.
Carol Barton est une coureuse cycliste professionnelle britannique.

## Palmarès sur route
- 1970
  - 24e de la course en ligne des championnats du monde de cyclisme sur route 1970
- 1972
  - 7e de la course en ligne des championnats du monde de cyclisme sur route 1970
- 1974
  - 2e des championnats de Grande-Bretagne de cyclisme sur route
- 1976
  - 3e des championnats de Grande-Bretagne de cyclisme sur route
  - 27e de la course en ligne des championnats du monde de cyclisme sur route 1970

## Palmarès sur piste

### Championnats nationaux
- 1969
  -  Championne de poursuite
- 1972
  - 2e de la poursuite
- 1973
  - 2e de la poursuite
- 1974
  - 2e de la poursuite
- 1975
  - 3e de la poursuite
- 1976
  - 2e de la poursuite